# Berthold III. (Zähringen)

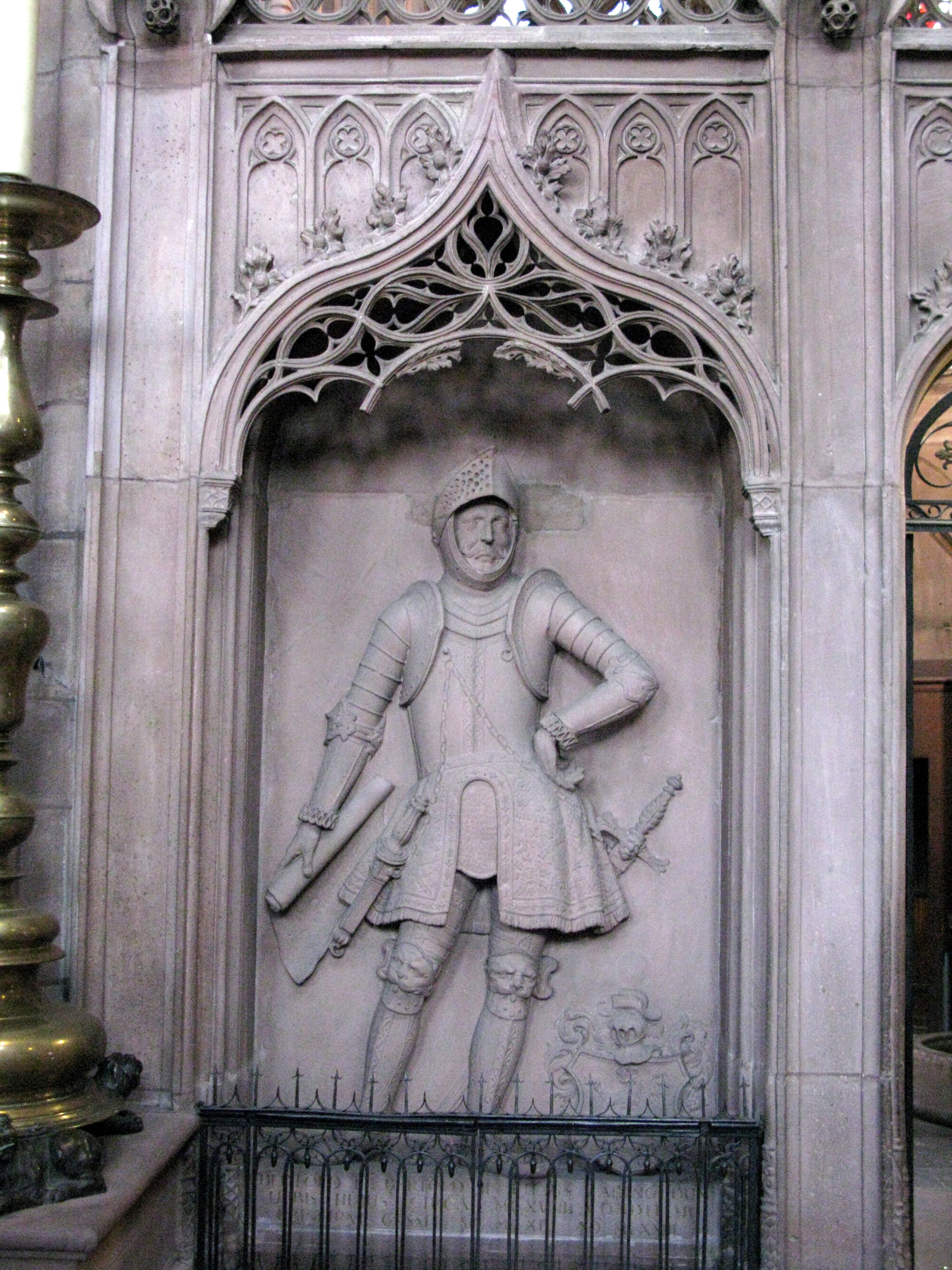
Berthold III. Reliefbildnis im Chor des Freiburger Münsters

Berthold III. von Zähringen (* um 1085/1095; † 3. Dezember 1122 bei Molsheim im Elsass) war Herzog von Zähringen. Die Freiburger Tradition, wonach Berthold  1120 Freiburg im Breisgau gegründet habe, ist sehr zweifelhaft und eher auf seinen jüngeren Bruder Konrad zu beziehen.

## Leben

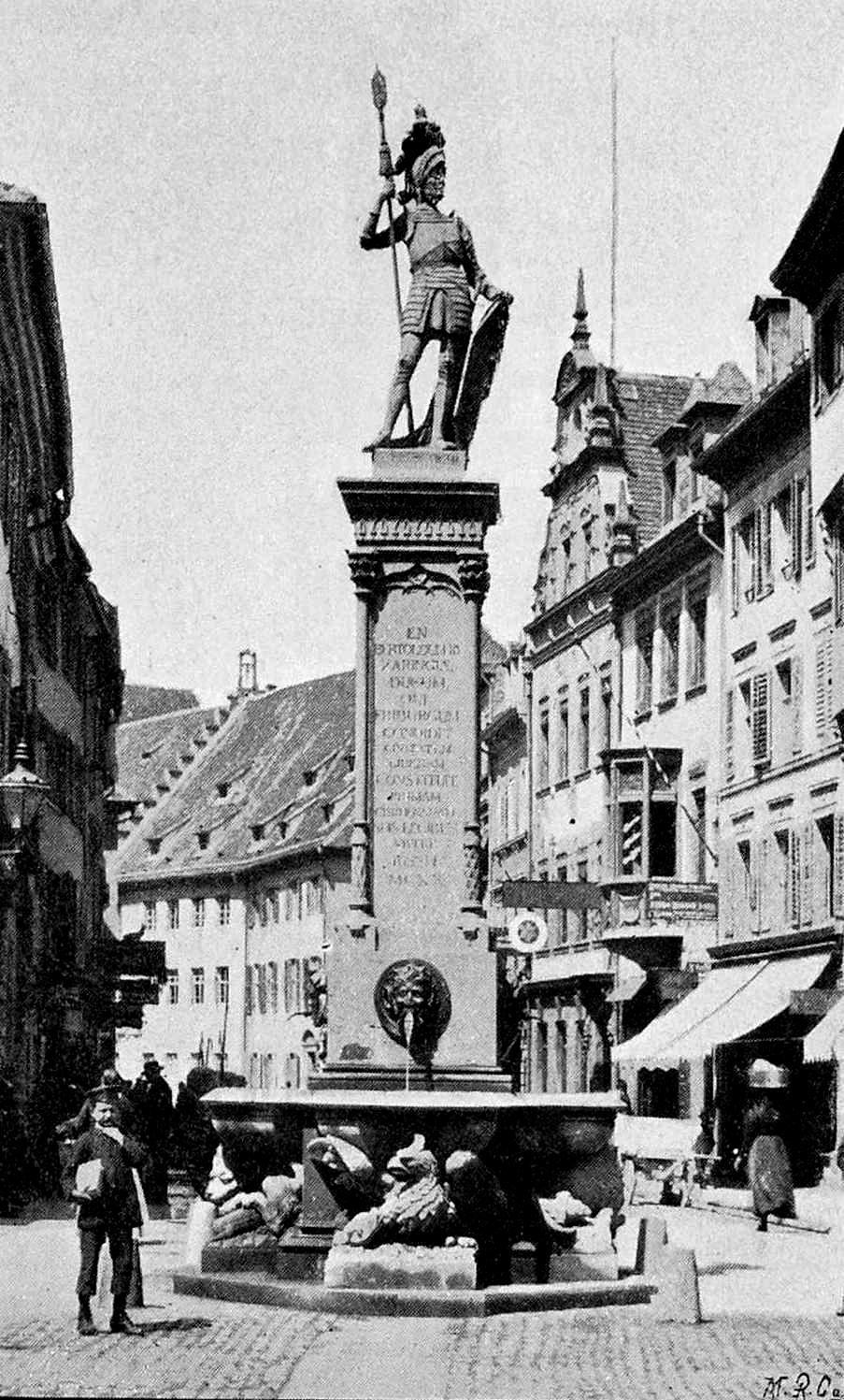
Der alte Bertholdsbrunnen in Freiburg

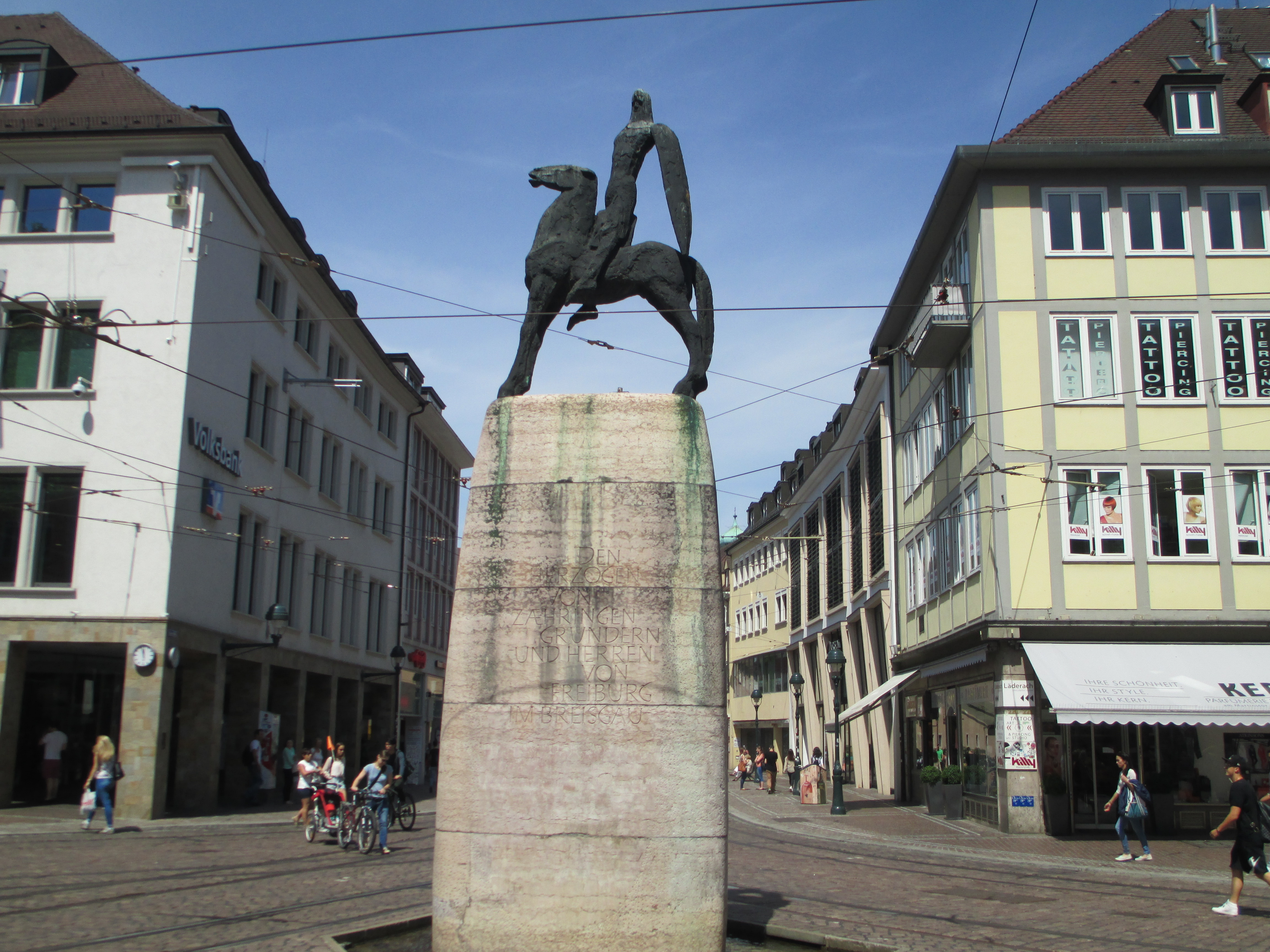
Bertholdsfigur in Freiburg

Berthold III. übernahm 1111 die Regentschaft von seinem Vater Berthold II. Er unterstützte Kaiser Heinrich V. 1122 nahm er an der Reichsversammlung in Worms teil, die das später so genannte Wormser Konkordat aushandelte, das dem Investiturstreit ein Ende setzte. In dieser Urkunde erscheint er in der Zeugenliste.
Er starb am 3. Dezember 1122 gewaltsam im Verlauf einer Fehde in der Nähe der Stadt Molsheim, wurde ins zähringische Hauskloster St. Peter bei Freiburg überführt und dort beigesetzt. Sein Bruder Konrad folgte ihm nach. Als sein Todesdatum galt früher auch der 19. Februar sowie der 3. Mai. Stephan Molitor konnte mit Hilfe eines um 1530 angelegten und heute in der Königlichen Bibliothek zu Kopenhagen verwahrten Seelbuches des Klosters Reichenbach den 3. Dezember 1122 als Todestag nachweisen.

## Familie
Berthold III. war mit Sophie von Bayern, einer Tochter des Welfenherzogs Heinrich des Schwarzen verheiratet. 

## Gedächtnis
In Freiburg sind die zentrale Bertoldstraße und der Bertoldsbrunnen nach ihm benannt.